# División de Honor Juvenil de España 2016-17
La temporada 2016-17 fue la 31.ª edición de la División de Honor Juvenil de España. Se inició el 4 de septiembre y finalizó el 9 de abril, a partir de la cual se disputó la Copa de Campeones.

## Sistema de competición
Al igual que en las temporadas anteriores, forman parte del campeonato 115 equipos repartidos, por criterios de proximidad geográfica, en siete grupos de 16 equipos cada uno, con las excepción de dos de ellos de 17 y 18, del siguiente modo:
- Grupo I: Asturias, Cantabria y Galicia
- Grupo II: Aragón, País Vasco, La Rioja y Navarra
- Grupo III: Aragón, Baleares, Cataluña
- Grupo IV: Andalucía, Ceuta y Melilla
- Grupo V: Castilla y León, Comunidad de Madrid y Extremadura
- Grupo VI: Islas Canarias
- Grupo VII: Castilla-La Mancha, Comunidad de Madrid, Comunidad Valenciana y Región de Murcia

Siguiendo un sistema de liga, los equipos de cada grupo se enfrentan todos contra todos en dos ocasiones, en campo propio y contrario. El ganador de un partido obtiene tres puntos mientras que el perdedor suma ninguno, y en caso de un empate cada equipo consigue un punto.
Al término de la temporada (jugadas las 30, 32 o 34 jornadas) el equipo que más puntos sume en cada grupo se proclamará campeón de Liga, y obtendrá un puesto para disputar, junto con el mejor subcampeón (quien tenga más puntos entre todos los grupos) la Copa de Campeones de División de Honor Juvenil. Además el campeón de este torneo obtendrá una plaza en la Liga Juvenil de la UEFA 2017-18
Así mismo, los siete campeones y subcampeones de todos los grupos, junto con los dos terceros mejor clasificados, disputarán al finalizar la temporada, la Copa del Rey 2017.
Por su parte, los cuatro últimos clasificados de cada grupo serán descendidos a la Liga Nacional Juvenil 2017-18.

### La categoría juvenil
El reglamento de la Real Federación Española de Fútbol establece que la licencia de futbolista juvenil corresponde a los que cumplan diecisiete años a partir del primero de enero de la temporada de que se trate, hasta la finalización de la temporada en que cumplan los diecinueve.

## Clasificaciones de la División de Honor

### Grupo I
| Pos. | Equipo                    | Pts. | PJ | G  | E  | P  | GF  | GC | Dif. | Clasificación 2016-17                          |
| ---- | ------------------------- | ---- | -- | -- | -- | -- | --- | -- | ---- | ---------------------------------------------- |
| 1    | Celta de Vigo             | 74   | 30 | 23 | 5  | 2  | 89  | 22 | +67  | Clasificado a Copa de Campeones y Copa del Rey |
| 2    | Sporting de Gijón         | 69   | 30 | 22 | 3  | 5  | 100 | 27 | +73  | Clasificado a Copa del Rey 2017                |
| 3    | Deportivo La Coruña       | 67   | 30 | 20 | 7  | 3  | 86  | 35 | +51  | Clasificado a Copa del Rey 2017                |
| 4    | CD Lugo                   | 61   | 30 | 19 | 4  | 7  | 62  | 39 | +23  |                                                |
| 5    | Real Oviedo               | 55   | 30 | 15 | 10 | 5  | 66  | 42 | +24  |                                                |
| 6    | Racing de Santander       | 48   | 30 | 14 | 6  | 10 | 48  | 45 | +3   |                                                |
| 7    | ED Val Miñor              | 37   | 30 | 11 | 4  | 15 | 51  | 53 | −2   |                                                |
| 8    | Club Bansander            | 37   | 30 | 10 | 7  | 13 | 46  | 57 | −11  |                                                |
| 9    | CD Roces                  | 36   | 30 | 10 | 6  | 14 | 41  | 51 | −10  |                                                |
| 10   | Deportivo Areosa          | 33   | 30 | 9  | 6  | 15 | 40  | 50 | −10  |                                                |
| 11   | Santiago de Compostela CF | 33   | 30 | 8  | 9  | 13 | 55  | 59 | −4   |                                                |
| 12   | Alondras CF               | 32   | 30 | 8  | 8  | 14 | 38  | 59 | −21  |                                                |
| 13   | Real Avilés               | 31   | 30 | 9  | 4  | 17 | 40  | 53 | −13  | Descendido a Liga Nacional 2017-18             |
| 14   | CD Marina Sport           | 28   | 30 | 7  | 7  | 16 | 33  | 86 | −53  | Descendido a Liga Nacional 2017-18             |
| 15   | CD Tropezón               | 24   | 30 | 7  | 3  | 20 | 32  | 71 | −39  | Descendido a Liga Nacional 2017-18             |
| 16   | Pabellón Ourense CF       | 9    | 30 | 2  | 3  | 25 | 19  | 97 | −78  | Descendido a Liga Nacional 2017-18             |

Actualizado a los partidos jugados el Finalizado.
 Fuente: 
Criterios de clasificación: Puntos · Enfrentamientos directos · Diferencia de goles · Goles a favor · Puntos fair-play · Play-off.

### Grupo II
| Pos. | Equipo                | Pts. | PJ | G  | E  | P  | GF | GC | Dif. | Clasificación 2016-17                          |
| ---- | --------------------- | ---- | -- | -- | -- | -- | -- | -- | ---- | ---------------------------------------------- |
| 1    | CA Osasuna            | 68   | 30 | 21 | 5  | 4  | 70 | 35 | +35  | Clasificado a Copa de Campeones y Copa del Rey |
| 2    | Deportivo Alavés      | 62   | 30 | 18 | 8  | 4  | 64 | 34 | +30  | Clasificado a Copa del Rey 2017                |
| 3    | Athletic Club         | 59   | 30 | 18 | 5  | 7  | 69 | 41 | +28  |                                                |
| 4    | Real Sociedad         | 53   | 30 | 16 | 5  | 9  | 74 | 38 | +36  |                                                |
| 5    | AD San Juan           | 49   | 30 | 14 | 7  | 9  | 41 | 30 | +11  |                                                |
| 6    | SD Eibar              | 48   | 30 | 13 | 9  | 8  | 41 | 36 | +5   |                                                |
| 7    | Danok Bat CF          | 42   | 30 | 13 | 3  | 14 | 58 | 46 | +12  |                                                |
| 8    | UDC Txantrea          | 42   | 30 | 13 | 3  | 14 | 45 | 45 | 0    |                                                |
| 9    | CD Varea              | 41   | 30 | 12 | 5  | 13 | 51 | 61 | −10  |                                                |
| 10   | CD Getxo              | 40   | 30 | 10 | 10 | 10 | 39 | 50 | −11  |                                                |
| 11   | CD Numancia           | 38   | 30 | 11 | 5  | 14 | 50 | 57 | −7   |                                                |
| 12   | Antiguoko             | 35   | 30 | 8  | 11 | 11 | 40 | 41 | −1   |                                                |
| 13   | Santutxu FC           | 28   | 30 | 7  | 7  | 16 | 31 | 48 | −17  | Descendido a Liga Nacional 2017-18             |
| 14   | CD Aurrerá de Vitoria | 25   | 30 | 6  | 7  | 17 | 29 | 59 | −30  | Descendido a Liga Nacional 2017-18             |
| 15   | CF Ardoi FE           | 22   | 30 | 6  | 4  | 20 | 41 | 75 | −34  | Descendido a Liga Nacional 2017-18             |
| 16   | CD Oberena            | 18   | 30 | 4  | 6  | 20 | 27 | 74 | −47  | Descendido a Liga Nacional 2017-18             |

Actualizado a los partidos jugados el Finalizado.
 Fuente: 
Criterios de clasificación: Puntos · Enfrentamientos directos · Diferencia de goles · Goles a favor · Puntos fair-play · Play-off.

### Grupo III
| Pos. | Equipo                 | Pts. | PJ | G  | E  | P  | GF | GC | Dif. | Clasificación 2016-17                          |
| ---- | ---------------------- | ---- | -- | -- | -- | -- | -- | -- | ---- | ---------------------------------------------- |
| 1    | FC Barcelona           | 71   | 30 | 22 | 5  | 3  | 72 | 22 | +50  | Clasificado a Copa de Campeones y Copa del Rey |
| 2    | RCD Mallorca           | 64   | 30 | 19 | 7  | 4  | 59 | 17 | +42  | Clasificado a Copa del Rey 2017                |
| 3    | RCD Espanyol           | 60   | 30 | 17 | 9  | 4  | 54 | 24 | +30  |                                                |
| 4    | UE Cornellà            | 53   | 30 | 16 | 5  | 9  | 40 | 29 | +11  |                                                |
| 5    | CF Damm                | 53   | 30 | 16 | 5  | 9  | 45 | 30 | +15  |                                                |
| 6    | Real Zaragoza          | 46   | 30 | 12 | 10 | 8  | 40 | 37 | +3   |                                                |
| 7    | CD San Francisco       | 44   | 30 | 10 | 14 | 6  | 29 | 19 | +10  |                                                |
| 8    | Girona FC              | 44   | 30 | 12 | 8  | 10 | 28 | 28 | 0    |                                                |
| 9    | CE Manacor             | 34   | 30 | 9  | 7  | 14 | 23 | 40 | −17  |                                                |
| 10   | Unificació Bellvitge   | 34   | 30 | 8  | 10 | 12 | 26 | 32 | −6   |                                                |
| 11   | Gimnàstic de Tarragona | 34   | 30 | 9  | 7  | 14 | 36 | 49 | −13  |                                                |
| 12   | UE Sant Andreu         | 31   | 30 | 7  | 10 | 13 | 33 | 34 | −1   |                                                |
| 13   | CD Ferriolense         | 30   | 30 | 8  | 6  | 16 | 30 | 49 | −19  | Descendido a Liga Nacional 2017-18             |
| 14   | CD Atlético Baleares   | 29   | 30 | 8  | 5  | 17 | 29 | 50 | −21  | Descendido a Liga Nacional 2017-18             |
| 15   | Santo Domingo Juventud | 23   | 30 | 6  | 5  | 19 | 31 | 64 | −33  | Descendido a Liga Nacional 2017-18             |
| 16   | CE Sabadell FC         | 12   | 30 | 3  | 3  | 24 | 27 | 79 | −52  | Descendido a Liga Nacional 2017-18             |

Actualizado a los partidos jugados el Finalizado.
 Fuente: 
Criterios de clasificación: Puntos · Enfrentamientos directos · Diferencia de goles · Goles a favor · Puntos fair-play · Play-off.

### Grupo IV
| Pos. | Equipo                 | Pts. | PJ | G  | E  | P  | GF  | GC  | Dif. | Clasificación 2016-17                          |
| ---- | ---------------------- | ---- | -- | -- | -- | -- | --- | --- | ---- | ---------------------------------------------- |
| 1    | Málaga CF              | 75   | 34 | 23 | 6  | 5  | 94  | 34  | +60  | Clasificado a Copa de Campeones y Copa del Rey |
| 2    | Sevilla FC             | 75   | 34 | 23 | 6  | 5  | 109 | 28  | +81  | Clasificado a Copa del Rey 2017                |
| 3    | Real Betis             | 74   | 34 | 23 | 5  | 6  | 83  | 28  | +55  | Clasificado a Copa del Rey 2017                |
| 4    | Córdoba CF             | 72   | 34 | 22 | 6  | 6  | 84  | 39  | +45  |                                                |
| 5    | UD Almería             | 71   | 34 | 21 | 8  | 5  | 73  | 28  | +45  |                                                |
| 6    | CD San Félix           | 62   | 34 | 18 | 8  | 8  | 70  | 34  | +36  |                                                |
| 7    | Granada CF             | 56   | 34 | 17 | 5  | 12 | 62  | 43  | +19  |                                                |
| 8    | Recreativo de Huelva   | 53   | 34 | 17 | 2  | 15 | 49  | 52  | −3   |                                                |
| 9    | UCD La Cañada Atlético | 52   | 34 | 15 | 7  | 12 | 48  | 40  | +8   |                                                |
| 10   | Cádiz CF               | 43   | 34 | 11 | 10 | 13 | 36  | 42  | −6   |                                                |
| 11   | UD Tomares             | 42   | 34 | 12 | 6  | 16 | 47  | 65  | −18  |                                                |
| 12   | ADP Sevilla Este       | 36   | 34 | 11 | 3  | 20 | 47  | 69  | −22  |                                                |
| 13   | Gimnasio Goyu-Ryu Club | 35   | 34 | 11 | 2  | 21 | 30  | 89  | −59  | Descendido a Liga Nacional 2017-18             |
| 14   | Real Jaén              | 31   | 34 | 9  | 4  | 21 | 43  | 74  | −31  | Descendido a Liga Nacional 2017-18             |
| 15   | CMD San Juan           | 30   | 34 | 8  | 6  | 20 | 34  | 68  | −34  | Descendido a Liga Nacional 2017-18             |
| 16   | CD Puerto Malagueño    | 30   | 34 | 9  | 3  | 22 | 35  | 70  | −35  | Descendido a Liga Nacional 2017-18             |
| 17   | CF Rusadir             | 27   | 34 | 7  | 6  | 21 | 29  | 70  | −41  | Descendido a Liga Nacional 2017-18             |
| 18   | Dos Hermanas CF        | 6    | 34 | 1  | 3  | 30 | 13  | 113 | −100 | Descendido a Liga Nacional 2017-18             |

Actualizado a los partidos jugados el Finalizado.
 Fuente: 
Criterios de clasificación: Puntos · Enfrentamientos directos · Diferencia de goles · Goles a favor · Puntos fair-play · Play-off.

### Grupo V
| Pos. | Equipo                   | Pts. | PJ | G  | E  | P  | GF | GC | Dif. | Clasificación 2016-17                          |
| ---- | ------------------------ | ---- | -- | -- | -- | -- | -- | -- | ---- | ---------------------------------------------- |
| 1    | Real Madrid CF           | 74   | 30 | 23 | 5  | 2  | 99 | 21 | +78  | Clasificado a Copa de Campeones y Copa del Rey |
| 2    | Atlético de Madrid       | 71   | 30 | 21 | 8  | 1  | 68 | 18 | +50  | Clasificado a Copa de Campeones y Copa del Rey |
| 3    | Getafe CF                | 58   | 30 | 17 | 7  | 6  | 55 | 22 | +33  |                                                |
| 4    | Rayo Vallecano]]         | 54   | 30 | 16 | 6  | 8  | 67 | 38 | +29  |                                                |
| 5    | Real Valladolid          | 50   | 30 | 15 | 5  | 10 | 49 | 33 | +16  |                                                |
| 6    | AD Unión Adarve          | 52   | 30 | 16 | 4  | 10 | 54 | 38 | +16  |                                                |
| 7    | CD Diocesano             | 40   | 30 | 11 | 7  | 12 | 49 | 52 | −3   |                                                |
| 8    | CD Colegios Diocesanos   | 39   | 30 | 11 | 6  | 13 | 42 | 55 | −13  |                                                |
| 9    | Atlético Casarrubuelos]] | 38   | 30 | 11 | 5  | 14 | 34 | 51 | −17  |                                                |
| 10   | CF Rayo Majadahonda      | 36   | 30 | 10 | 6  | 14 | 41 | 61 | −20  |                                                |
| 11   | CD Leganés               | 35   | 30 | 9  | 8  | 13 | 48 | 57 | −9   |                                                |
| 12   | CD Fútbol Peña           | 35   | 30 | 8  | 11 | 11 | 36 | 42 | −6   |                                                |
| 13   | AD Alcorcón              | 33   | 30 | 9  | 6  | 15 | 31 | 49 | −18  | Descendido a Liga Nacional 2017-18             |
| 14   | RSD Alcalá]]             | 30   | 30 | 8  | 6  | 16 | 26 | 48 | −22  | Descendido a Liga Nacional 2017-18             |
| 15   | CF Trival Valderas       | 18   | 30 | 3  | 9  | 18 | 29 | 71 | −42  | Descendido a Liga Nacional 2017-18             |
| 16   | UD La Cruz Villanovense  | 6    | 30 | 1  | 3  | 26 | 13 | 85 | −72  | Descendido a Liga Nacional 2017-18             |

Actualizado a los partidos jugados el Finalizado.
 Fuente: 
Criterios de clasificación: Puntos · Enfrentamientos directos · Diferencia de goles · Goles a favor · Puntos fair-play · Play-off.

### Grupo VI
| Pos. | Equipo               | Pts. | PJ | G  | E | P  | GF  | GC  | Dif. | Clasificación 2016-17                          |
| ---- | -------------------- | ---- | -- | -- | - | -- | --- | --- | ---- | ---------------------------------------------- |
| 1    | UD Las Palmas        | 89   | 32 | 29 | 2 | 1  | 107 | 17  | +90  | Clasificado a Copa de Campeones y Copa del Rey |
| 2    | CD Tenerife          | 64   | 32 | 20 | 4 | 8  | 64  | 30  | +34  | Clasificado a Copa del Rey 2017                |
| 3    | CD Sobradillo        | 62   | 32 | 19 | 5 | 8  | 60  | 32  | +28  |                                                |
| 4    | SD San José          | 61   | 32 | 19 | 4 | 9  | 66  | 36  | +30  |                                                |
| 5    | AD Huracán           | 60   | 32 | 18 | 6 | 8  | 58  | 31  | +27  |                                                |
| 6    | Acodetti CF          | 54   | 32 | 17 | 3 | 12 | 60  | 47  | +13  |                                                |
| 7    | CD Juventud Marítima | 49   | 32 | 15 | 4 | 13 | 69  | 60  | +9   |                                                |
| 8    | CD Laguna            | 48   | 32 | 14 | 6 | 12 | 44  | 39  | +5   |                                                |
| 9    | UD Longuera-Toscal   | 48   | 32 | 14 | 6 | 12 | 63  | 51  | +12  |                                                |
| 10   | UD Guía              | 45   | 32 | 13 | 6 | 13 | 61  | 64  | −3   |                                                |
| 11   | Arucas CF            | 42   | 32 | 12 | 6 | 14 | 56  | 55  | +1   |                                                |
| 12   | Estrella CF          | 41   | 32 | 11 | 8 | 13 | 48  | 44  | +4   |                                                |
| 13   | CD Marino            | 37   | 32 | 11 | 4 | 17 | 56  | 72  | −16  | Descendido a Liga Nacional 2017-18             |
| 14   | CD Tahíche           | 28   | 32 | 8  | 4 | 20 | 38  | 62  | −24  | Descendido a Liga Nacional 2017-18             |
| 15   | UD Las Zocas         | 21   | 32 | 6  | 3 | 23 | 29  | 86  | −57  | Descendido a Liga Nacional 2017-18             |
| 16   | UD Telde             | 16   | 32 | 4  | 4 | 24 | 26  | 105 | −79  | Descendido a Liga Nacional 2017-18             |
| 17   | CD San Pedro Mártir  | 11   | 32 | 2  | 5 | 25 | 20  | 94  | −74  | Descendido a Liga Nacional 2017-18             |

Actualizado a los partidos jugados el Finalizado.
 Fuente: 
Criterios de clasificación: Puntos · Enfrentamientos directos · Diferencia de goles · Goles a favor · Puntos fair-play · Play-off.

### Grupo VII
| Pos. | Equipo             | Pts. | PJ | G  | E  | P  | GF | GC | Dif. | Clasificación 2016-17                          |
| ---- | ------------------ | ---- | -- | -- | -- | -- | -- | -- | ---- | ---------------------------------------------- |
| 1    | Villarreal CF      | 71   | 30 | 22 | 5  | 3  | 69 | 25 | +44  | Clasificado a Copa de Campeones y Copa del Rey |
| 2    | Valencia CF        | 65   | 30 | 18 | 11 | 1  | 65 | 28 | +37  | Clasificado a Copa del Rey 2017                |
| 3    | CD Roda            | 53   | 30 | 15 | 8  | 7  | 45 | 27 | +18  |                                                |
| 4    | Elche CF           | 52   | 30 | 16 | 4  | 10 | 49 | 31 | +18  |                                                |
| 5    | Levante UD         | 49   | 30 | 13 | 10 | 7  | 39 | 29 | +10  |                                                |
| 6    | Ranero CF          | 49   | 30 | 14 | 7  | 9  | 42 | 32 | +10  |                                                |
| 7    | Kelme CF           | 45   | 30 | 12 | 9  | 9  | 41 | 29 | +12  |                                                |
| 8    | Atlético Madrid    | 42   | 30 | 12 | 6  | 12 | 46 | 34 | +12  |                                                |
| 9    | Real Murcia        | 38   | 30 | 11 | 5  | 14 | 42 | 48 | −6   |                                                |
| 10   | Hércules CF        | 38   | 30 | 10 | 8  | 12 | 37 | 44 | −7   |                                                |
| 11   | UCAM Murcia CF     | 36   | 30 | 9  | 9  | 12 | 34 | 44 | −10  |                                                |
| 12   | Albacete Balompié  | 36   | 30 | 8  | 12 | 10 | 34 | 37 | −3   |                                                |
| 13   | CD Castellón       | 32   | 30 | 8  | 8  | 14 | 45 | 47 | −2   | Descendido a Liga Nacional 2017-18             |
| 14   | CF Huracán Moncada | 23   | 30 | 5  | 8  | 17 | 27 | 55 | −28  | Descendido a Liga Nacional 2017-18             |
| 15   | ADM Lorquí         | 18   | 30 | 3  | 9  | 18 | 27 | 58 | −31  | Descendido a Liga Nacional 2017-18             |
| 16   | EFUD Albacer       | 12   | 30 | 3  | 3  | 24 | 25 | 99 | −74  | Descendido a Liga Nacional 2017-18             |

Actualizado a los partidos jugados el Finalizado.
 Fuente: 
Criterios de clasificación: Puntos · Enfrentamientos directos · Diferencia de goles · Goles a favor · Puntos fair-play · Play-off.

### Clasificación de segundos lugares
| Pos. | Equipo            | Pts. | PJ | G  | E  | P | GF  | GC | Dif. | Clasificación 2016-17                          |
| ---- | ----------------- | ---- | -- | -- | -- | - | --- | -- | ---- | ---------------------------------------------- |
| 1    | Atlético Madrid   | 71   | 30 | 21 | 8  | 1 | 68  | 18 | +50  | Clasificado a Copa de Campeones y Copa del Rey |
| 2    | Sporting de Gijón | 69   | 30 | 22 | 3  | 5 | 100 | 27 | +73  |                                                |
| 3    | Sevilla FC        | 67   | 30 | 21 | 4  | 5 | 98  | 27 | +71  |                                                |
| 4    | Valencia CF       | 65   | 30 | 18 | 11 | 1 | 65  | 28 | +37  |                                                |
| 5    | RCD Mallorca      | 64   | 30 | 19 | 7  | 4 | 59  | 17 | +42  |                                                |
| 6    | Deportivo Alavés  | 62   | 30 | 18 | 8  | 4 | 64  | 34 | +30  |                                                |
| 7    | CD Tenerife       | 58   | 30 | 18 | 4  | 8 | 58  | 30 | +28  |                                                |

Actualizado a los partidos jugados el Finalizado.
 Fuente: 
Criterios de clasificación: Puntos · Enfrentamientos directos · Diferencia de goles · Goles a favor · Puntos fair-play · Play-off.

### Clasificación de terceros lugares
| Pos. | Equipo                  | Pts. | PJ | G  | E | P | GF | GC | Dif. | Clasificación 2016-17           |
| ---- | ----------------------- | ---- | -- | -- | - | - | -- | -- | ---- | ------------------------------- |
| 1    | Deportivo de La Coruña  | 67   | 30 | 20 | 7 | 3 | 86 | 35 | +51  | Clasificado a Copa del Rey 2017 |
| 2    | Real Betis cantera      | 62   | 30 | 19 | 5 | 6 | 64 | 26 | +38  | Clasificado a Copa del Rey 2017 |
| 3    | RCD Espanyol cantera    | 60   | 30 | 17 | 9 | 4 | 54 | 24 | +30  |                                 |
| 4    | Athletic Bilbao cantera | 59   | 30 | 18 | 5 | 7 | 69 | 41 | +28  |                                 |
| 5    | Getafe CF               | 58   | 30 | 17 | 7 | 6 | 55 | 22 | +33  |                                 |
| 6    | CD Sobradillo           | 56   | 30 | 17 | 5 | 8 | 55 | 31 | +24  |                                 |
| 7    | CD Roda                 | 53   | 30 | 15 | 8 | 7 | 45 | 27 | +18  |                                 |

Actualizado a los partidos jugados el Finalizado.
 Fuente: 
Criterios de clasificación: Puntos · Enfrentamientos directos · Diferencia de goles · Goles a favor · Puntos fair-play · Play-off.

## Copa de Campeones 2017
La XXIII edición de la Copa de Campeones continuó con las novedades de la temporada anterior: el número de participantes se mantuvo en ocho y se disputó íntegramente por el sistema de eliminación directa, suprimiendo las liguillas de ediciones anteriores.
Los participantes fueron los siete campeones de grupo de la División de Honor Juvenil, más el segundo mejor clasificado de todos los grupos, que correspondió al Atlético de Madrid Juvenil "A".

La XXIII edición tuvo lugar en Galicia del 1 al 6 de mayo, teniendo lugar los cuartos de final en Pontevedra, y las semifinales y la final en el Estadio de O Couto de Orense.

|  | Cuartos de final    | Cuartos de final  |                     |                   | Semifinales       | Semifinales       |  |              | Final             | Final             |  |
|  | 1 de mayo de 2017   | 1 de mayo de 2017 |                     |                   | 3 de mayo de 2017 | 3 de mayo de 2017 |  |              | 6 de mayo de 2017 | 6 de mayo de 2017 |  |
|  |                     |                   |                     |                   |                   |                   |  |              |                   |                   |  |
|  |                     |                   |                     |                   |                   |                   |  |              |                   |                   |  |
|  | Málaga C. F.        | 4                 |                     |                   |                   |                   |  |              |                   |                   |  |
|  | Málaga C. F.        | 4                 |                     |                   |                   |                   |  |              |                   |                   |  |
|  | F. C. Barcelona     | 2                 |                     |                   |                   |                   |  |              |                   |                   |  |
|  | F. C. Barcelona     | 2                 |                     | Málaga C. F.      | 3                 |                   |  |              |                   |                   |  |
|  |                     |                   |                     | Málaga C. F.      | 3                 |                   |  |              |                   |                   |  |
|  |                     |                   | R. C. Celta de Vigo | 2                 |                   |                   |  |              |                   |                   |  |
|  | C. A. Osasuna       | 1                 | R. C. Celta de Vigo | 2                 |                   |                   |  |              |                   |                   |  |
|  | C. A. Osasuna       | 1                 |                     |                   |                   |                   |  |              |                   |                   |  |
|  | R. C. Celta de Vigo | 2                 |                     |                   |                   |                   |  |              |                   |                   |  |
|  | R. C. Celta de Vigo | 2                 |                     |                   |                   |                   |  | Málaga C. F. | 0                 |                   |  |
|  |                     |                   |                     |                   |                   |                   |  | Málaga C. F. | 0                 |                   |  |
|  |                     |                   | Real Madrid C. F.   | 1                 |                   |                   |  |              |                   |                   |  |
|  | Atlético de Madrid  | 1                 | Real Madrid C. F.   | 1                 |                   |                   |  |              |                   |                   |  |
|  | Atlético de Madrid  | 1                 |                     |                   |                   |                   |  |              |                   |                   |  |
|  | Real Madrid C. F.   | 2                 |                     |                   |                   |                   |  |              |                   |                   |  |
|  | Real Madrid C. F.   | 2                 |                     | Real Madrid C. F. | 2                 |                   |  |              |                   |                   |  |
|  |                     |                   |                     | Real Madrid C. F. | 2                 |                   |  |              |                   |                   |  |
|  |                     |                   | Villarreal C. F.    | 0                 |                   |                   |  |              |                   |                   |  |
|  | U. D. Las Palmas    | 0                 | Villarreal C. F.    | 0                 |                   |                   |  |              |                   |                   |  |
|  | U. D. Las Palmas    | 0                 |                     |                   |                   |                   |  |              |                   |                   |  |
|  | Villarreal C. F.    | 2                 |                     |                   |                   |                   |  |              |                   |                   |  |
|  | Villarreal C. F.    | 2                 |                     |                   |                   |                   |  |              |                   |                   |  |
|  |                     |                   |                     |                   |                   |                   |  |              |                   |                   |  |

### Cuartos de final
| Cuartos de final; 1 de mayo de 2017 10:30 (CEST) | Málaga C. F. | 4 - 2   | F. C. Barcelona | Ribadumia, Pontevedra   |                         |
|                                                  | Desconocido  | Reporte | Desconocido     | Árbitro(s): Desconocido | Árbitro(s): Desconocido |
| Eliminatoria jugada a partido único.             |              |         |                 |                         |                         |

| Cuartos de final; 1 de mayo de 2017 13:00 (CEST) | C. A. Osasuna | 1 - 2   | R. C. Celta de Vigo | Ribadumia, Pontevedra        |                              |
|                                                  | Desconocido   | Reporte | Desconocido         | Árbitro(s): González Sobrado | Árbitro(s): González Sobrado |
| Eliminatoria jugada a partido único.             |               |         |                     |                              |                              |

| Cuartos de final; 1 de mayo de 2017 16:00 (CEST) | Atlético de Madrid | 1 - 2   | Real Madrid C. F.           | Ribadumia, Pontevedra |                  |
|                                                  | Giovanni 8'        | Reporte | Óscar 10' · Fran García 48' | Árbitro(s): [[]]      | Árbitro(s): [[]] |
| Eliminatoria jugada a partido único.             |                    |         |                             |                       |                  |

| Cuartos de final; 1 de mayo de 2017 18:30 (CEST) | U. D. Las Palmas | 0 - 2   | Villarreal C. F. | Ribadumia, Pontevedra |                   |
|                                                  |                  | Reporte | Desconocido      | Árbitro(s): Loira     | Árbitro(s): Loira |
| Eliminatoria jugada a partido único.             |                  |         |                  |                       |                   |

### Semifinales
| Semifinales; 3 de mayo de 2017 16:00 (CEST) | Málaga C. F.                    | 3 - 2   | R. C. Celta de Vigo   | O Couto, Orense  |                  |
|                                             | Alberto 72' · Escardo 84' 90+2' | Reporte | Alberto 26' · Ton 87' | Árbitro(s): [[]] | Árbitro(s): [[]] |
| Eliminatoria jugada a partido único.        |                                 |         |                       |                  |                  |

| Semifinales; 3 de mayo de 2073 18:30 (CEST) | Real Madrid C. F. | 2 - 0   | Villarreal C. F. | O Couto, Orense   |                   |
|                                             | Dani Gómez 4' 21' | Reporte | Desconocido      | Árbitro(s): Loira | Árbitro(s): Loira |
| Eliminatoria jugada a partido único.        |                   |         |                  |                   |                   |

### Final
| 1     | POR   | Kellyan García      |  |
| 2     | DEF   | Álex Robles         |  |
| 3     | DEF   | Álex Sánchez        |  |
| 4     | DEF   | Juande Rivas        |  |
| 6     | DEF   | Iván Jaime          |  |
| 8     | MED   | José Carlos Sánchez |  |
| 10    | MED   | Maty Tajti          |  |
| 11    | MED   | Alberto Sánchez     |  |
| 12    | MED   | Eppy Magalhaes      |  |
| 9     | DEL   | Joel Arimany        |  |
| 18    | DEL   | Hicham Boussefiane  |  |
| D. T. | D. T. | Dely Valdés         |  |

| 1     | POR   | Javier Belman             |  |
| 2     | DEF   | Gorka Zabarte             |  |
| 3     | DEF   | Fran García               |  |
| 12    | DEF   | Javi Hernández            |  |
| 5     | DEF   | Manu Hernando             |  |
| 6     | MED   | Martín Calderón           |  |
| 7     | MED   | Alberto Fernández         |  |
| 8     | MED   | Toni Segura               |  |
| 10    | MED   | Óscar Rodríguez           |  |
| 9     | DEL   | Dani Gómez                |  |
| 11    | DEL   | Franchu Feuillasier       |  |
| D. T. | D. T. | José María Gutiérrez Guti |  |

| 0:1 | Óscar Rodríguez | 116' |

| Principal | Pablo Brea Peón |

| 1     | POR   | Kellyan García      |  |
| 2     | DEF   | Álex Robles         |  |
| 3     | DEF   | Álex Sánchez        |  |
| 4     | DEF   | Juande Rivas        |  |
| 6     | DEF   | Iván Jaime          |  |
| 8     | MED   | José Carlos Sánchez |  |
| 10    | MED   | Maty Tajti          |  |
| 11    | MED   | Alberto Sánchez     |  |
| 12    | MED   | Eppy Magalhaes      |  |
| 9     | DEL   | Joel Arimany        |  |
| 18    | DEL   | Hicham Boussefiane  |  |
| D. T. | D. T. | Dely Valdés         |  |

| 1     | POR   | Javier Belman             |  |
| 2     | DEF   | Gorka Zabarte             |  |
| 3     | DEF   | Fran García               |  |
| 12    | DEF   | Javi Hernández            |  |
| 5     | DEF   | Manu Hernando             |  |
| 6     | MED   | Martín Calderón           |  |
| 7     | MED   | Alberto Fernández         |  |
| 8     | MED   | Toni Segura               |  |
| 10    | MED   | Óscar Rodríguez           |  |
| 9     | DEL   | Dani Gómez                |  |
| 11    | DEL   | Franchu Feuillasier       |  |
| D. T. | D. T. | José María Gutiérrez Guti |  |

| 0:1 | Óscar Rodríguez | 116' |

| Principal | Pablo Brea Peón |

| 1     | POR   | Kellyan García      |  |
| 2     | DEF   | Álex Robles         |  |
| 3     | DEF   | Álex Sánchez        |  |
| 4     | DEF   | Juande Rivas        |  |
| 6     | DEF   | Iván Jaime          |  |
| 8     | MED   | José Carlos Sánchez |  |
| 10    | MED   | Maty Tajti          |  |
| 11    | MED   | Alberto Sánchez     |  |
| 12    | MED   | Eppy Magalhaes      |  |
| 9     | DEL   | Joel Arimany        |  |
| 18    | DEL   | Hicham Boussefiane  |  |
| D. T. | D. T. | Dely Valdés         |  |

| 1     | POR   | Javier Belman             |  |
| 2     | DEF   | Gorka Zabarte             |  |
| 3     | DEF   | Fran García               |  |
| 12    | DEF   | Javi Hernández            |  |
| 5     | DEF   | Manu Hernando             |  |
| 6     | MED   | Martín Calderón           |  |
| 7     | MED   | Alberto Fernández         |  |
| 8     | MED   | Toni Segura               |  |
| 10    | MED   | Óscar Rodríguez           |  |
| 9     | DEL   | Dani Gómez                |  |
| 11    | DEL   | Franchu Feuillasier       |  |
| D. T. | D. T. | José María Gutiérrez Guti |  |

| 0:1 | Óscar Rodríguez | 116' |

| Principal | Pablo Brea Peón |

| 1     | POR   | Kellyan García      |  |
| 2     | DEF   | Álex Robles         |  |
| 3     | DEF   | Álex Sánchez        |  |
| 4     | DEF   | Juande Rivas        |  |
| 6     | DEF   | Iván Jaime          |  |
| 8     | MED   | José Carlos Sánchez |  |
| 10    | MED   | Maty Tajti          |  |
| 11    | MED   | Alberto Sánchez     |  |
| 12    | MED   | Eppy Magalhaes      |  |
| 9     | DEL   | Joel Arimany        |  |
| 18    | DEL   | Hicham Boussefiane  |  |
| D. T. | D. T. | Dely Valdés         |  |

| 1     | POR   | Javier Belman             |  |
| 2     | DEF   | Gorka Zabarte             |  |
| 3     | DEF   | Fran García               |  |
| 12    | DEF   | Javi Hernández            |  |
| 5     | DEF   | Manu Hernando             |  |
| 6     | MED   | Martín Calderón           |  |
| 7     | MED   | Alberto Fernández         |  |
| 8     | MED   | Toni Segura               |  |
| 10    | MED   | Óscar Rodríguez           |  |
| 9     | DEL   | Dani Gómez                |  |
| 11    | DEL   | Franchu Feuillasier       |  |
| D. T. | D. T. | José María Gutiérrez Guti |  |

| 0:1 | Óscar Rodríguez | 116' |

| Principal | Pablo Brea Peón |

|                           |
| Campeón Real Madrid C. F. |
| 7.º título                |